# Michael Bruckenthal
Michael Brukenthal, magyaros írásmóddal Brukenthal Mihály báró (Újegyház, 1746. március 30. – Nagyszeben, 1813. szeptember 18.) szász elöljáró.

## Élete
Michael Bruckenthal királybíró fia és Samuel von Brukenthal erdélyi kormányzó unokaöccse volt. Tanulmányait Nagyszebenben végezte és 1765 június 22-én írnokként kezdte politikai pályáját az erdélyi kormányzóságnál. 1771-ben titkár, 1783. július 30-án guberniális tanácsos lett. A Horea–Cloșca-féle parasztfelkeléskor 1784 decemberében Hunyad megye kormányzójává, 1786 február 11-én valós belső titkos tanácsossá nevezték ki, és Ghedeon Nichitici ortodox püspökkel együtt azt a feladatot kapta, hogy tárgyaljon a felkelőkkel, ő azonban a megbízatást továbbadta Ioan Piuariu-Molnarnak.
II. József kormánya alatt a fogarasi kerület biztosa volt. 1790 március 4-én királybíró lett; július 15-én II. Lipót a szászok comesévé nevezte ki. 1790 november 18-án bárói rangot kapott. Részt vett az 1790–91. évi erdélyi országgyűlésen, amely többek között a Supplex libellus Valachorum Transsilvaniae-t tárgyalta.

## Munkái
- Darstellung der geheimen Triebfedern und Werkzeuge von den der sächsischen Nation und ihren Beamten seit 1794. wiederfahrenen Kränkungen dem Kaiser Franz II. im J. 1808 vorgetragen (a Siebenb. Deutsche Wochenblattban jelent meg 1686-ban).
- Anzeige derjenigen Gegenstände, welche Sr. Majestät eigener Allerhöchsten Person sowohl, als der ganzen österr. Monarchie und besonders Sr. Majestät treuesten siebenb-sächsischen Nation, theils gegenwärtige, theils künftige wesentliche Nachtheile und Schaden unwidersprechlich zuziehen. (Uo. 1870. 14–19. sz.)

Kéziratban maradt: Abriss der National-Konstitutionen oder der innerl. Verfassung der Sachsen in Siebenbürgen.